# Terry Swartzberg

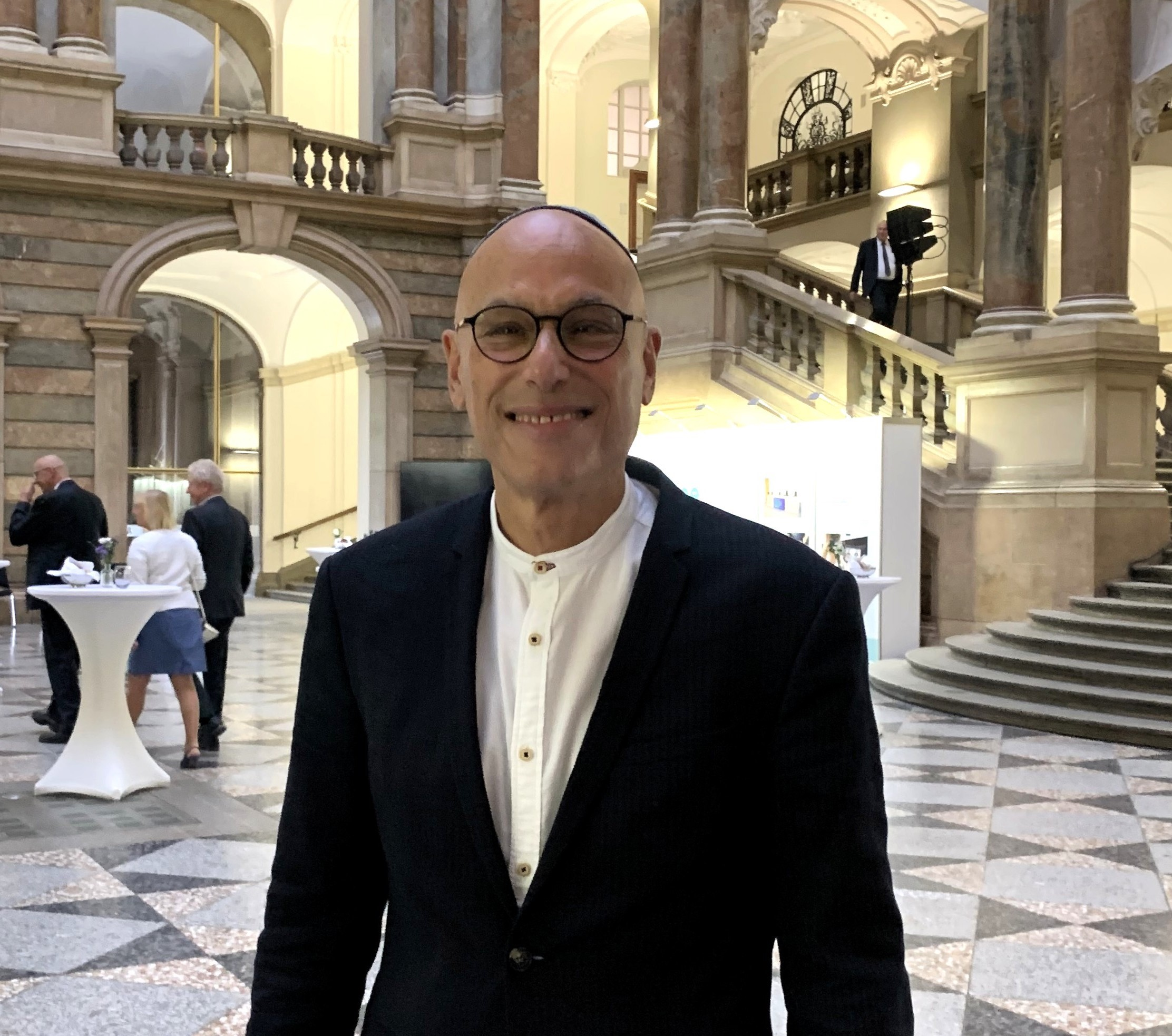
Terry Swartzberg im Münchner Justizpalast (2022)

Terry Swartzberg (geboren am 22. Juli 1953 in Norwalk, Connecticut) ist ein US-amerikanischer Ethical Campaigner und ehemaliger Wirtschaftsjournalist. Der Wahlmünchner schrieb rund 25 Jahre als Korrespondent für die International Herald Tribune und ist insbesondere für sein Engagement für das Stolpersteine-Projekt und seinen Selbstversuch zum öffentlichen Tragen seiner Kippa bekannt.

## Leben
Swartzberg wuchs zunächst in New York City auf und ging dann als Kind mit seinen Eltern nach Nordindien, wo sein Vater als Kulturanthropologe einen langjährigen Forschungsaufenthalt absolvierte. Nach dem Besuch eines katholischen Internats in Indien studierte er zunächst an der Brandeis University und wechselte nach einem Auslandssemester 1973 in Paris an die University of Wisconsin–Madison, um dort 1976 mit einem Bachelor in Stadtplanung abzuschließen. Er wurde aber dann Wirtschaftsjournalist und kam über Stationen unter anderem in Hongkong 1980 als Korrespondent der International Herald Tribune nach Berlin und schließlich 1985 nach München, wo er seitdem lebt.
Ab 1999 leitete er dort als geschäftsführender Gesellschafter die Werbeagentur Swartzberg GmbH, die neben Öffentlichkeitsarbeit für Unternehmen und Behörden, redaktionellen Dienstleistungen bis hin zur Erstellung von Zeitschriften auch ausländische Behörden in Deutschland betreut. Zu seinen Kunden zählten unter anderem die Landeshauptstadt München und die Bayerische Staatsregierung. 2015 verlegte er seinen Arbeitsschwerpunkt auf das Ethical Campaigning. So übernahm er im Mordfall Charlotte Böhringer die Pressearbeit für die Familie des verurteilten Täters Benedikt Toth.
Ehrenamtlich engagierte er sich im Vorstand der Münchner Liberalen Jüdischen Gemeinde Beth Shalom und war dort als Projektleiter für den geplanten Bau einer Synagoge nach Plänen von Daniel Libeskind verantwortlich.
2011 wurde er Vorsitzender der örtlichen Initiative zur Verlegung von Stolpersteinen. In dieser Funktion kämpft er dafür, dass diese Gedenksteine für Opfer der NS-Gewaltherrschaft von deren Angehörigen verlegt werden dürfen. Mittlerweile gibt es 291 Stolpersteine in München auf privatem und staatlichem Grund. München ist eine der wenigen Städte in Deutschland, die dies auf städtischem Grund untersagen. Als „Botschafter der Stolpersteine“ hält Swartzberg Vorträge über die Stolpersteine auch in Israel, den USA und anderen Ländern.
Sein Theaterstück Tzaddhik greift die talmudische Vorstellung von den 36 Gerechten im Zusammenhang mit Frieden und Krieg auf und wurde 2012 in Augsburg, Stuttgart, Nürnberg, München sowie Hamburg aufgeführt. Im gleichen Jahr veröffentlichte er mit Jim Booras den satirischen Ratgeber How to enjoy bad relationships. 2016 folgte With chutzpah and kippah.
2012 begann er sein Experiment, die Kippa auch im öffentlichen Raum außerhalb des Zuhauses bzw. der jüdischen Community zu tragen. Einerseits wollte er dadurch ein Zeichen gegen Antisemitismus setzen, andererseits wollte er auch die Reaktionen der Mehrheitsgesellschaft testen. Entgegen Befürchtungen erlebte er dabei aber nie Anfeindungen, sondern durchwegs positive Reaktionen. Seine Kippa wurde daraufhin schließlich sogar in die Sammlung des Hauses der Geschichte der Bundesrepublik Deutschland in Bonn aufgenommen.
Seit 2021 erinnert Swartzberg im öffentlichen Raum mit der Initiative „Faces for the Names“ an NS-Opfer. Dabei werden deren Fotografien mit einem Beamer großformatig an die Außenwand prominenter Gebäude projiziert, so z. B. beim Münchner Justizpalast oder beim Grünwalder Stadion. Kurz nach dem Terrorangriff der Hamas auf Israel 2023 organisierte Swartzberg für die Opfer dieses Pogroms auch eine derartige Veranstaltung am Münchner Kulturzentrum Gasteig.
2025 wurde Swartzberg in Anerkennung seines vielfältigen ehrenamtlichen Engagements für die Aufklärung über das Judentum und die politische Bildung über den Holocaust von der Stadt München mit der Medaille „München leuchtet“ in Bronze ausgezeichnet.